# San Sebastiano al Vesuvio
San Sebastiano al Vesuvio é uma comuna italiana da região da Campania, província de Nápoles, com cerca de 9.851 habitantes. Estende-se por uma área de 2 km², tendo uma densidade populacional de 4926 hab/km². Faz fronteira com Cercola, Ercolano, Massa di Somma, Nápoles, San Giorgio a Cremano.

## Demografia
| Variação demográfica do município entre 1861 e 2011                               |
|                                                                                   |
| Fonte: Istituto Nazionale di Statistica (ISTAT) - Elaboração gráfica da Wikipedia |